# Sophronica paupercula
Sophronica paupercula är en skalbaggsart som beskrevs av Holzschuh 2006. Sophronica paupercula ingår i släktet Sophronica och familjen långhorningar.
Artens utbredningsområde är Nepal. Inga underarter finns listade i Catalogue of Life.